# Oyama Shunsuke
Shunsuke Oyama (sinh ngày 6 tháng 4 năm 1986) là một cầu thủ bóng đá người Nhật Bản.

## Sự nghiệp câu lạc bộ
Shunsuke Oyama đã từng chơi cho Urawa Reds, Ehime FC, Shonan Bellmare và Kataller Toyama.